# Sphaeroderma ancora
Sphaeroderma ancora là một loài bọ cánh cứng trong họ Chrysomelidae. Loài này được Warchalowski miêu tả khoa học năm 2006.